# Prunus ceylanica
Espèce
Synonymes
- Polydontia ceylanica Wight[1]
- Pygeum acuminatum Colebr.[1] [2]
- Pygeum cochinchinense J.E.Vidal[1]
- Pygeum gardneri Hook.f.[1]
- Pygeum parviflorum Craib[1]
- Pygeum sisparense Gamble[1]
- Pygeum tenuinerve Koehne[1]
- Pygeum wightianum Blume[1]
- Pygeum zeylanicum Gaertn.[1]

Statut de conservation UICN

 EN B1+2c : En danger
Prunus ceylanica est une espèce de plantes à fleurs de la famille des Rosaceae trouvée au Sri Lanka et en Inde.

## Publication originale
- Blumea 13(1): 52–55. 1965.